# Член-спонсор СС
Член-спонсор СС (нім. Förderndes Mitglied der SS, скорочено FM-SS) — особа, яка числилася в лавах СС і не брала активної участі в службі, але натомість підтримувала СС фінансово. Створення самостійного спонсорського товариства для СС було ініційоване Адольфом Гітлером у 1925 році, але у 1926 році в цьому було відмовлено для СА. Починаючи з вересня 1926 року бажаючі стати спонсорами СС приймалися за наказом тодішнього очільника СС Йозефа Берхтольда.
Лише «арійці» могли долучитися до товариства, але при тому членство в НСДАП не було для цього обов'язковою умовою.
Щомісячний підтримуючий внесок, який підлягав сплаті, визначався індивідуально і міг бути порівняно низьким, наприклад, в розмірі однієї райхсмарки. Внески збирали відділи СС, які мали бути уповноважені рейхсфюрером СС (фінансовою адміністрацією СС). Фінансова адміністрація була організована Головним адміністративно-господарським управлінням СС (нім. SS-Wirtschafts- und Verwaltungshauptamt). Члени-спонсори СС отримували членський номер і членську книжку, до якої вносились дані про сплату внеску. До моменту приходу нацистів до влади членів-спонсорів СС було приблизно стільки ж, скільки й активних членів СС: у 1932 році налічувалося 13 217 членів-спонсорів СС, які щомісячно сплачували 17 000 райхсмарок. Станом на 1933 рік кількість членів-спонсорів зросла до 167 272 осіб, які платили близько 357 000 райхсмарок на місяць.
У 1934 році Генріх Гіммлер задумав особливий срібний почесний значок для тих членів товариства, які підтримували СС ще у часи «боротьби» (до 1933 року); на цьому значку овальної форми містився надпис «DANK DER SS FÜR TREUE / HILFE I.D. KAMPFZEIT» (нім. Förderndes Mitglied der SS) та шість дубових листків. У квітні 1934 року вперше було видано щомісячний журнал під назвою «FM-Zeitschrift», який розсилався всім членам-спонсорам СС. У 1939 році журнал досяг тиражу у 365 000 примірників.
У директиві № 38 Союзної контрольної ради від 12 жовтня 1946 року члени-спонсори СС були класифіковані у параграфі ІІ з певними умовами, що після розслідування могло означати вирок у якості «винних» (нім. Belastete). Ця класифікація прирівнювала членів-спонсорів до активних членів загальних СС, але за умови, що особа або долучилася до товариства після 31 грудня 1938 року, або при пізнішому вступі до товариства сплачувала більше 10 рейхсмарок щомісячного внеску, або зробила інший суттєвий внесок для СС.

## Відомі члени Товариства друзів СС
До відомих членів Товариства друзів СС належали зокрема:
- політики, аристократи: Ґебгард Мюллер, Альфред Фіссмер, Артур Небе, Карл Едуард, герцог Саксен-Кобурґ-Ґотський, Карл Вольфф
- підприємці: Гайнріх Бренцинґер, Альфрід Крупп, Гайнріх Мон, Вільгельм фон Опель, Людвіґ Розеліус
- науковці, вчені, інженери, медики: Ганс Берґер, Лоренц Белер, Освальд Бумке, Ганс Буш, Лутц Гек, Ґергардт Кач, Вернер Коллат, Ернст Кречмер, Ганс-Ґергард Кройцфельд[5], Ганс Меервайн, Вальдемар Мічерліх, Віллі Мооґ, Ріхард Елер, Бруно Теш, Йоганнес Вінклер, Карл Ціґлер
- юристи: Ервін Бумке, Германн Кугорст
- священики: Конрад Ґребер
- письменники: Гедвіґ Куртс-Малер
- актори: Гаррі Піль, Вольф Альбах-Ретті

## Галерея

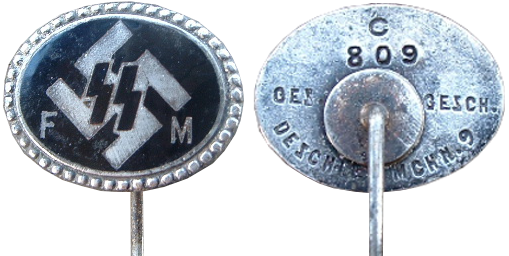
Значок члена-спонсора СС (вигляд спереду та ззаду)
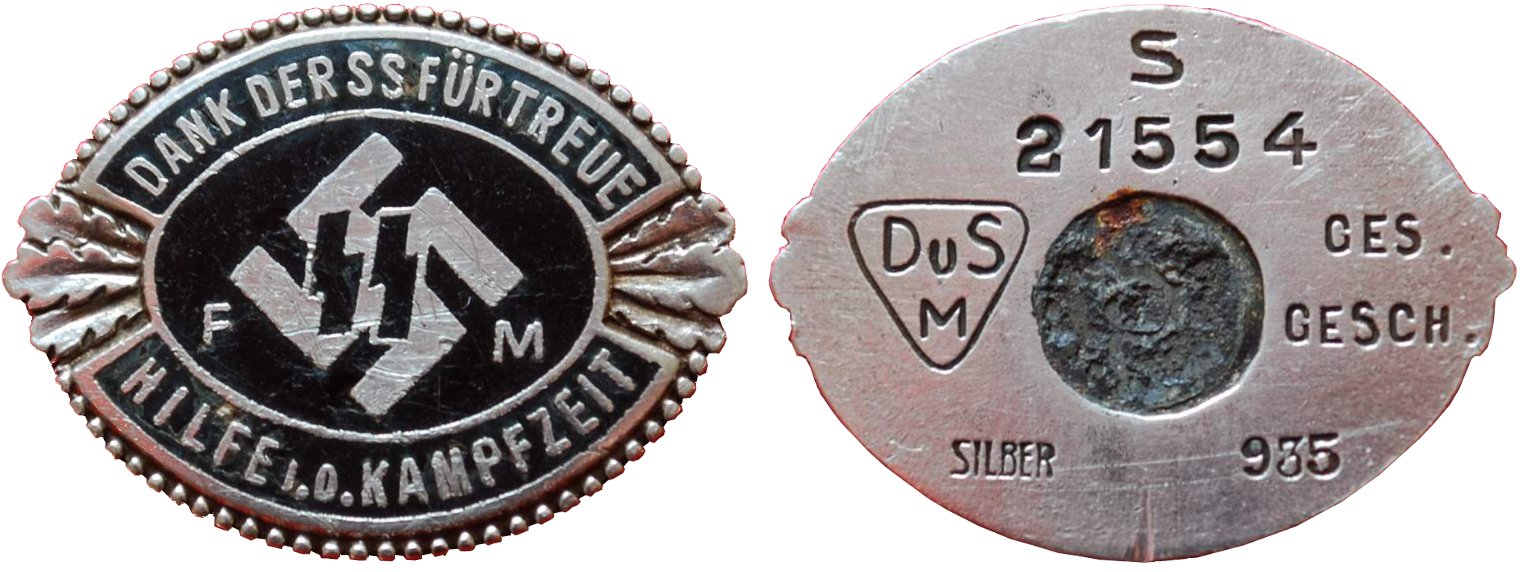
Срібний почесний знак (вигляд спереду та ззаду без голки-кріплення)
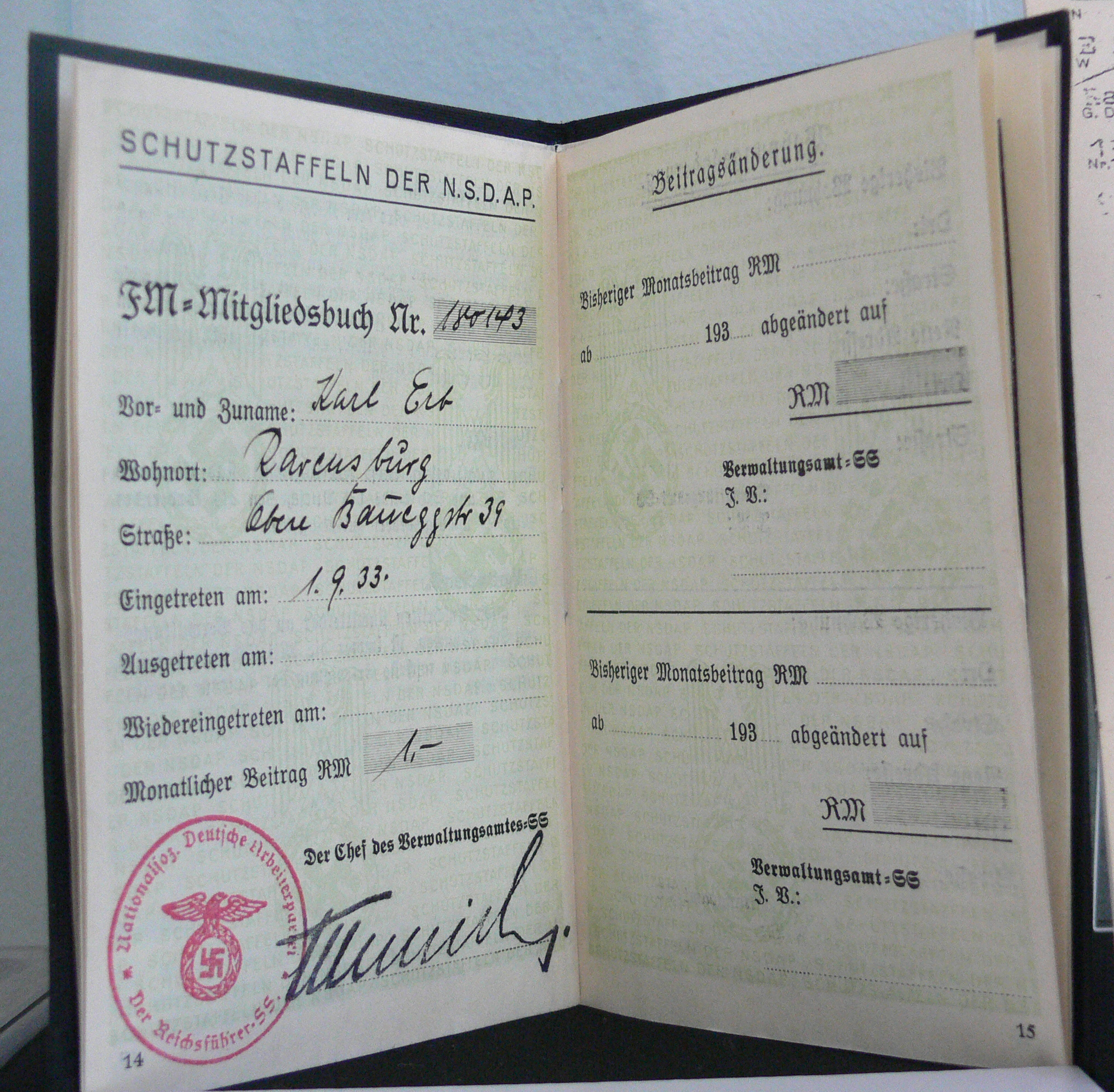
Членська книжка тенора Карла Ерба (долучився у вересні 1933 року) .